# Esty Quesada
Estíbaliz «Esty» Quesada Ruiz (Baracaldo, 30 de julio de 1994), más conocida como Soy una pringada, es una youtuber, creadora de contenido, disc-jockey, actriz y directora española.
Saltó a la fama por sus vídeos irreverentes en la plataforma audiovisual YouTube, lo que le permitió más adelante dirigir y protagonizar su propia serie de televisión (Looser, de Atresmedia), participar en papeles secundarios de actriz en producciones de cine y televisión como por ejemplo La Llamada, Paquita Salas y Vota Juan, y protagonizar con Nuria Roca dos temporadas del programa de TNT Road Trip. También ha hecho de disc-jockey esporádicamente en la sala Pop Bar de la discoteca Razzmatazz, en Barcelona.

## Biografía

### Infancia
Esty Quesada creció en el barrio de Cruces de la ciudad de Baracaldo, en la provincia de Vizcaya. Según sus propias palabras, se crió en una familia desestructurada. Su padre murió cuando ella era pequeña y vivía con sus dos hermanas y su madre, la cual no se ocupaba de sus hijas y a menudo anteponía sus caprichos materiales a la alimentación o a las curas básicas de las niñas a su cargo. También tenían problemas de deudas. Quesada también ha afirmado que sufrió abusos sexuales por parte de su abuela materna, a pesar de que no fue consciente de ello hasta que asistió a terapia psicológica ya de adulta.
Todos estos traumas, sumados al bullying que recibía en la escuela por su mutismo selectivo y por su sobrepeso, fueron marcando a una joven Esty que empezó a autolesionarse y a tener pensamientos suicidas desde pequeña.

### YouTube
En 2015, Esty Quesada empezó a colgar vídeos en YouTube para distraerse de los problemas.
En los vídeos de su canal, al que llamó Soy una pringada, habla de temas relacionados con el mundo LGBT, el maquillaje, la televisión, el cine, internet y sus experiencias personales, desde una perspectiva pesimista, humorística, irónica e irreverente. Actualmente continúa subiendo vídeos a la plataforma, pero de manera esporádica.
Muchos de sus vídeos se han hecho virales más allá de sus seguidores y han sido polémicos por su faceta de hater, entre los cuales destacan el de Carlota Corredera, gorda traicionera, en el que critica a la presentadora de Telecinco Carlota Corredera, y el de Odio a los heteros, en el que parodia y critica el comportamiento machista de los hombres cis-heterosexuales.

### Trayectoria profesional
Gracias a la fama conseguida con su canal en YouTube y con sus redes sociales en general, Quesada hizo el salto a la televisión con Snacks de tele, un programa de Cuatro cancelado después de la quinta emisión debido a su fracaso de audiencia.
Sin embargo, esto no impidió que su personaje continuara creciendo y se convirtiera en un fenómeno de masas. Fue entonces cuando empezó a salir en películas y series de televisión. Formó parte del elenco de La llamada, película musical de 2017 dirigida por Javier Calvo y Javier Ambrossi, interpretando el papel secundario de Marta. Además, ese mismo año formó parte de la ficción de Playz Colegas.
En 2018, Atresmedia le dio la oportunidad de dirigir y escribir su propia serie, Looser, emitida en la plataforma digital Atresplayer (entonces llamada Flooxer) y producida por Javier Calvo y Javier Ambrossi, entre otros. Su debut como directora se saldó con críticas negativas a la falta de ritmo y estructura de la serie, que no ha tenido continuidad después de la primera temporada.
En 2019 se anunció su fichaje por la serie de TNT España Vota Juan, protagonizada por Javier Cámara y María Pujalte, en la que interpreta el papel de Eva Carrasco. El 2020 continuó interpretando el mismo personaje en el spin-off del anterior llamado Vamos Juan.
En 2020 protagonizó, con Núria Roca, el docu-reality de TNT Road Trip, en el cual las dos hacen un viaje en furgoneta desde Miami a Nueva York. Después del buen recibimiento, ese mismo año empezaron a grabar una segunda temporada, esta vez por España y con Carmina Barrios como nueva compañera de viaje.
Esty Quesada ha escrito dos libros: «Freak» en 2017 y «Las cosas que me salvaron la vida» en 2018 con las editoriales Hidroavión y Plan B respectivamente, y desde 2020 tiene su propio podcast llamado Club de Fans de Shrek.

## Polémicas
A lo largo de su trayectoria, Quesada se ha visto envuelta en diversas polémicas a causa de sus afirmaciones.
Tras sus inicios en Youtube en 2015, adquirió popularidad debido principalmente a un vídeo publicado en mayo de 2017 titulado «Carlota Corredera: gorda traicionera», en el cual atacaba a dicha presentadora de televisión refiriéndose a ella como «una gorda acomplejada que ahora va de curvy tras adelgazar 60 kilos» y afirmando que «nadie te tiene que hacerte sentir mal por tu peso, Carlota Corredera. Igual es que tú eres una gorda acomplejada que tú misma piensas que por ser gorda no mereces vivir.»
En 2021 intervino en la gala de los Premios Feroz con un monólogo sobre el terrorismo etarra. Unos meses más tarde, en septiembre de 2021, en el programa La Fábrica de Gabriel Rufián afirmó que habría que matar a Vox, que habría que poner una bomba lapa en la boda de Cristina Pedroche y Dabiz Muñoz o que el influencer Pelayo Díaz «presuntamente merece la muerte», a raíz de la cual dicho partido anunció que iba a iniciar acciones legales contra ambos. A la vista de la polémica suscitada, Quesada se disculpó alegando que hablaba de forma metáforica y afirmando que «me perdieron las formas, yo siempre hablo en clave de humor, pero quizás esta situación no lo requería». Por su parte, a pesar de que el programa no era un directo sino una grabación que podía haber sido editada previamente para eliminar dichos fragmentos, Rufián se desmarcó de las declaraciones de Quesada afirmando que condenaba sus palabras.
En agosto de 2022 fue intervenida por agentes de la Policía Nacional en un Starbucks debido a una denuncia por parte de un grupo de clientes con quienes intercambió palabras.

## Vida privada
Quesada es abiertamente bisexual y agénero.

## Filmografía

### Cine
| Año  | Título     | Rol   | Director                       | Notas            |
| ---- | ---------- | ----- | ------------------------------ | ---------------- |
| 2017 | La llamada | Marta | Javier Calvo y Javier Ambrossi | Papel secundario |

### Series
| Año         | Título              | Rol                 | Canal                           | Notas                          |
| ----------- | ------------------- | ------------------- | ------------------------------- | ------------------------------ |
| 2017 - 2018 | Colegas             | Soy una pringada    | Playz                           | Elenco recurrente; 6 episodios |
| 2018        | Looser              | Pringada            | Flooxer                         | Elenco principal; 6 episodios  |
| 2018        | Capítulo 0          | Darkness            | #0                              | 1 episodio                     |
| 2018 - 2019 | Paquita Salas       | Camarera / Youtuber | Netflix                         | 2 episodios                    |
| 2019        | Vota Juan           | Eva Carrasco        | TNT España / Amazon Video Prime | Elenco recurrente; 6 episodios |
| 2019        | Terror y feria      | Limpiadora          | Flooxer                         | 1 episodio                     |
| 2020        | Válidas             | Esty                | Youtube                         | 1 episodio                     |
| 2020        | Veneno              | Fan de Take That    | Atresplayer Premium             | 1 episodio                     |
| 2020        | Vamos Juan          | Eva Carrasco        | TNT España                      | Elenco principal; 6 episodios  |
| 2021        | No quiero ser pobre | Amiga               | Youtube                         | Elenco principal; 5 episodios  |
| 2021 - 2022 | Venga Juan          | Eva Carrasco        | HBO Max                         | Elenco principal; 7 episodios  |
| 2025        | Superestar          | Pilar Rahola        | Netflix                         | 1 episodio                     |

### Programas

#### Como fija
| Año             | Título              | Canal              | Notas                         |
| --------------- | ------------------- | ------------------ | ----------------------------- |
| 2017            | Snacks de tele      | Cuatro             | Presentadora                  |
| 2020 - presente | Road Trip           | TNT                | Protagonista del docu-reality |
| 2021            | Celebrity Bake Off  | Amazon Prime Video | Concursante                   |
| 2023            | Special People Club | Podimo Podcast     | Presentadora                  |

#### Como invitada
| Año  | Título                    | Canal             | Notas      |
| ---- | ------------------------- | ----------------- | ---------- |
| 2017 | Chester in love           | Cuatro            | 1 programa |
| 2017 | Convénzeme                | Be Mad            | 1 programa |
| 2017 | Dani&Flo                  | Cuatro            | 1 programa |
| 2018 | Alaska y Mario            | Paramount Network | 1 programa |
| 2019 | Quan arribin els marcians | TV3               | 1 programa |
| 2019 | Retratos cono alma        | La 1              | 1 programa |
| 2020 | Dar cera, pulir 0         | #0                | 1 programa |
| 2020 | No pot ser!               | TV3               | 1 programa |
| 2020 | El hormiguero             | Antena 3          | 1 programa |

## Libros
- Freak (Ediciones Hidroavión, 2017)
- Las cosas que me salvaron la vida (Plan B, 2018)
- Pueblo Tomate (Planeta, 2025)